# 胡尔茨弗雷德市镇
胡尔茨弗雷德市镇（瑞典語：Hultsfreds kommun）是瑞典东南部卡尔马省的一个市镇。其治所位于胡尔茨弗雷德。
在瑞典，胡尔茨弗雷德市镇以其大型摇滚节日胡尔茨弗雷德节著称。